# T-RAM
In informatica ed elettronica una T-RAM (acronimo dell'inglese Thyristor Random Access Memory, lett. "memoria ad accesso casuale con tiristore") è un tipo di RAM inventata e sviluppata nel 2009 dalla T-RAM Semiconductor.
Questa tecnologia sfrutta la proprietà elettrica conosciuta come resistenza differenziale negativa e si caratterizza per il modo innovativo in cui le sue celle di memoria sono realizzate, combinando l'efficienza delle DRAM in termini di spazio con quella delle SRAM in termini di velocità. 
Molto simile alle 6T-SRAM, ovvero le memorie SRAM dotate di 6 transistor per cella, se ne differenzia sostanzialmente per il fatto che il latch CMOS delle SRAM, costituito da 4 dei 6 transistor di ciascuna cella, è sostituito da un latch bipolare PNP-NPN di un singolo tiristore.
Il risultato è ridurre sensibilmente l'area occupata da ciascuna cella, ottenendo così una memoria altamente scalabile che ha già raggiunto densità di memorizzazione diverse volte superiori a quelle delle attuali SRAM.
La T-RAM fornisce il miglior rapporto densità/prestazioni disponibile fra le diverse memorie integrate, eguagliando le prestazioni di una memoria SRAM, ma consentendo una densità di memorizzazione 2-3 volte maggiore e un minor consumo energetico. Si prevede che la nuova generazione di memorie T-RAM avrà la stessa densità di memorizzazione delle DRAM.